# Пушская волость
Пу́шская во́лость (латыш. Pušas pagasts) — одна из двадцати пяти территориальных единиц Резекненского края Латвии. Находится в южной части края. Граничит с Малтской, Маконькалнской и Фейманской волостями своего края, Андрупенской волостью Дагдского края, а также с Кастулинской волостью Аглонского края.
Крупнейшими населёнными пунктами волости являются сёла: Пуша (волостной центр), Доротполе, Воциши, Пейраги, Островиши, Жеркли, Лазарево, Сватово.
В Пуше находится Пушская католическая церковь.
Через Пушскую волость проходит региональная автодорога P57 Малта — Слобода.
По территории волости протекают реки: Малта, Балда, Пушица. Из крупных озёр — Пушас, Сватовас, Уманю, Ошаура, Ижору, Жиерклейтс, Пуришс.

## История
В 1945 году в Андрупенской волости Резекненского уезда был создан Пушский сельский совет. После отмены в 1949 году волостного деления Пушский сельсовет входил в состав Малтского (1949—1959) и Резекненского (1959—2009) районов.
В 1957 году к Пушскому сельсовету была присоединена территория ликвидированного колхоза «Варонис» Доротпольского сельсовета. В 1962 году — колхоза «8 марта» Андрупенского сельсовета (в 1963 году она была передана Зосненскому сельсовету). В 1977 году к Пушскому сельсовету была присоединена часть Малтской сельской территории.
В 1990 году Пушский сельсовет был реорганизован в волость. В 2009 году, по окончании латвийской административно-территориальной реформы, Пушская волость вошла в состав Резекненского края.